# Scaptodrosophila norfolkensis
Scaptodrosophila norfolkensis är en tvåvingeart som först beskrevs av Bock 1986.  Scaptodrosophila norfolkensis ingår i släktet Scaptodrosophila och familjen daggflugor. Inga underarter finns listade i Catalogue of Life.